# 尼科尔
尼科尔（法語：Nicorps，法語發音：[nikɔʁ]）是法国芒什省的一个市镇，属于库唐斯区。

## 地理
尼科尔（49°1'37"N, 1°25'15"W）面积5.63 平方千米，位于法国诺曼底大区芒什省，该省份为法国西北部沿海省份，西、北、东北三面环大西洋，东起顺时针与卡爾瓦多斯省、奧恩省、马耶讷省和伊勒-维莱讷省接壤。
与尼科尔接壤的市镇（或旧市镇、城区）包括：库尔西、库唐斯、乌维尔、圣皮埃尔德库唐斯、索塞。

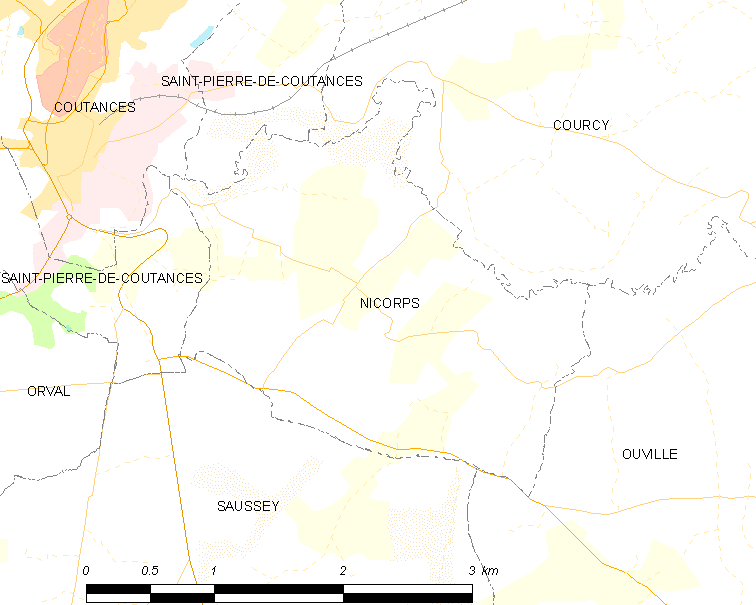
尼科尔的OSM定位图

尼科尔的时区为UTC+01:00、UTC+02:00（夏令时）。

## 行政
尼科尔的邮政编码为50200，INSEE市镇编码为50376。

## 政治
尼科尔所属的省级选区为库唐斯县。

## 人口

1962-2008年间尼科尔人口变化图示

尼科尔于2022年1月1日时的人口数量为361人。